# Stora Fjällingstjärnen
Stora Fjällingstjärnen är en sjö i Norbergs kommun i Västmanland och ingår i Dalälvens huvudavrinningsområde. Sjön är 10,6 meter djup, har en yta på 0,171 kvadratkilometer och befinner sig 191,9 meter över havet.

## Delavrinningsområde
Stora Fjällingstjärnen ingår i det delavrinningsområde (667028-150766) som SMHI kallar för Mynnar i Klintboån. Medelhöjden är 193 meter över havet och ytan är 8,5 kvadratkilometer. Det finns inga avrinningsområden uppströms utan avrinningsområdet är högsta punkten. Vattendraget som avvattnar avrinningsområdet har biflödesordning 3, vilket innebär att vattnet flödar genom totalt 3 vattendrag innan det når havet efter 142 kilometer. Avrinningsområdet består mestadels av skog (81 procent). Avrinningsområdet har 0,22 kvadratkilometer vattenytor vilket ger det en sjöprocent på 2,6 procent.